# David Brillembourg
Jorge David Brillembourg (Maracaibo, 14 de diciembre de 1942 - Houston, 12 de abril de 1993) fue un economista y empresario venezolano, presidente del Grupo Confinanzas, diputado al Congreso Nacional e inversor principal de Centro Financiero Confinanzas (Torre de David).

## Carrera
En 1961, egresó como licenciado en Economía de la Universidad Central de Venezuela (UCV). Al año siguiente,  obtiene una maestría en Administración de Empresas, Especialidad Finanzas en la Universidad de Siracusa (Estados Unidos).
Comienza a ejercer como funcionario del Banco Central de Venezuela en 1959 y ahí se mantiene hasta 1964 cuándo  empieza a ocupar la vicepresidencia de Inversiones Capriles. A partir de ahí,  pasa por el Grupo Finalven, el Banco Hipotecario del Este, el Grupo Textiven y el Consorcio Veintiuno.
En 1985,  funda Confinanzas que, luego de varias adquisiciones -como la del Banco Metropolitano y el Banco Hipotecario de Crédito Urbano- y fusiones, pasa a llamarse Sociedad Financiera Confinanzas (o Grupo Confinanzas). Esta institución fue intervenida por FOGADE en 1994 en medio de la crisis bancaria.
La fortuna que amasó durante los 80s gracias al auge del mercado de valores logró que fuera bautizado con el apodo de "El Rey David " de las finanzas venezolanas.
En 1990, la Oferta Pública de Acciones que lanzó sobre Cervecera Nacional lo hizo entrar en guerra con el consorcio industrial y financiero más importante del país para la época, el Grupo Polar-Banco Provincial. Su ganancia al ceder las acciones que había conseguido fue de aproximadamente 500 millones de dólares.
En 1964, con 25 años de edad, es elegido por primera vez como diputado al Congreso Nacional por el Distrito Federal como candidato independiente en las planchas del partido COPEI. Repite como legislador en los periodos de 1969-1973 y 1978-1983.

### Torre de David
En 1990, Brillembourg inicia la construcción del Centro Financiero Confinanzas, un moderno complejo de 6 edificios que sería la sede de los bancos de su grupo. Para ese momento, la Torre A del centro, con 45 pisos, sería el tercer rascacielos más alto en el país y el octavo en Latinoamérica.
En 1994 (un año después del fallecimiento de Brillembourg), con la construcción avanzada en un 70%, explota la crisis bancaria en Venezuela, se intervienen a los bancos principales del país -entre ellos, los de la Sociedad Financiera Confinanzas- y la construcción pasa a manos del Estado a través de FOGADE, quiénes paralizan la obra. Ya para esa época, era conocida como "La Torre de David" (La Torre de David) en honor al empresario.
En 2001, FOGADE sacó a subasta la edificación con un precio base de 60 millones de dólares, pero ningún ente, privado o público, mostró interés en ella. La misma fue abandonada y, de a partir de ahí, ocupada por residentes ilegales, convirtiéndola en la favela vertical más grande de Latinoamérica hasta su desalojo en 2015.

## Arte
Junto a su esposa, Tanya Capriles de Brillembourg,  es considerado, aún hoy, uno de los más grandes coleccionistas de arte de Latinoamérica. De su propiedad son piezas como “Mujer con Pájaro” de Wilfredo Lam (1955), “Composición Abstracta” de Roberto Matta (1949), “Figura Bajo un-Uvero” de Armando Reveron (1920), “El Nuncio” de Fernando Botero (1962) y “Bodegón con Limones” de Diego Rivera (1916).
La serie de más de 100 obras, que ha sido expuesta en varios museos como el Museo de Bellas artes (MFAH) en Houston en 2013, muestra la contribución al surrealismo, cubismo y construccionismo de los artistas latinoamericanos que vivieron en Europa en el siglo XX.

## Hipismo
Fue criador y propietario de las cuadrillas David's Farm (Estados Unidos) y Haras Tamarú (Venezuela) tripulaciones. De David's Farm salieron caballos como Alydavid (ganador del Derby Trial en Churchill Downs en 1991), Niccolo Polo, Orne y D.C. Tenacius. De Haras Tamarú se registran cláscios del hipismo venezolano como Backyard, Modena, Fondo, Volcana, Marfe, Grande Neige y Boche Clavao.
En 1987, figuró en el segundo lugar de la estadística general del INH como el mejor criador del país.
En 1998, su ejemplar Telefónico fue elegido líder semental por sus pares criadores.